# Шаймурзино (Татарстан)
Шаймурзино (тат. Шәйморза) — село в Буинском районе Республики Татарстан.

## География
Село расположено на реке Большая Тельца, в 25 км к юго-западу от города Буинска.

## История
В «Списке населенных мест по сведениям 1859 года», изданном в 1863 году, населённый пункт упомянут как лашманская деревня Новое Шаймурзино 1-го стана Буинского уезда Симбирской губернии. Располагалась на левом берегу речки Большой Тильчи, на коммерческом тракте из Буинска в Карсунь, в 29 верстах от уездного города Буинска и в 17 верстах от становой квартиры во владельческой деревне Малая Цыльна. В деревне, в 47 дворах проживали 537 человек (248 мужчин и 289 женщин), был мусульманский молитвенный дом.